# Heinrich Böning
Heinrich Böning (* 1939 in Quakenbrück) ist ein deutscher Heimatforscher und Sachbuchautor.
Heinrich Böning ist Erforscher der Geschichte und Kultur Quakenbrücks und seines Umlandes. Zahlreiche Bücher zur Heimatgeschichte Quakenbrücks und der Umgebung gingen aus seiner Arbeit hervor. Das Stadtmuseum Quakenbrück leitete er von dessen Gründung 1977 bis 2015.
Seinen Lebensunterhalt verdiente Böning als Realschullehrer; seine Tätigkeit für das Museum führte er auch nach seinem Eintritt in den Ruhestand 2002 fort.

## Ehrungen
- Verdienstkreuz des Niedersächsischen Verdienstordens am Bande 2005[4]
- Ehrenmitglied des Heimatvereins Quakenbrück, 2020[5]
- Ehrenmitglied des Kreisheimatbundes Bersenbrück, 2020[6]

## Schriften (Auswahl)
Als Autor
- Quakenbrück – Geschichte einer norddeutschen Kleinstadt. Thoben, Quakenbrück 1972, ISBN 978-3-921176-40-5 (weitere Auflage 1979)
- Kunstführer Altkreis Bersenbrück. Osnabrücker Nordland. Thoben, Quakenbrück 1976, ISBN 978-3-921176-28-3
- Glaubenskämpfe im Osnabrücker Nordland im 16. und 17. Jahrhundert. Thoben, Quakenbrück 1981, ISBN 978-3-921176-38-2
- St. Marien Quakenbrück – Gemeinde zwischen gestern und morgen. Thoben, Quakenbrück 1996, ISBN 978-3-921176-77-1
- Mit Heiko Bockstiegel: Historisches aus Quakenbrück – von Klosteraäubern, Brückenbrechern und Granzfällen. Sutton, Erfurt 2010, ISBN 978-3-86680-628-3 (Aufsatzsammlung)

Als Herausgeber oder Mitwirkender
- Impressionen aus Quakenbrück und dem Artland. Isensse Verlag, Oldenburg 2020, ISBN 978-3-7308-1624-0 (Bildband)
- Quakenbrück. Sutton, Erfurt 2007, ISBN 978-3-86680-085-4 (Bildband)
- Entlang der Hase – von Osnabrück über Quakenbrück nach Meppen. Sutton, Erfurt 2004, ISBN 978-3-89702-750-3 (Bildband)